# 박준영 (2003년 6월 18일)
박준영(朴唆瑩, 2003년 6월 18일 ~ )은 대한민국의 축구 선수로 포지션은 센터백, 수비형 미드필더이며 현재 K3리그 FC 목포 소속이다.